# Fazle Omar-mecset
A Fazle Omar mecset egy mecset Németország Hamburg városában.
A Wieckstraßén található muszlim vallási épületet az Ahmadiyya Muslim Community (AMJ) működteti, és Sir Muhammad Zafrulla Khan szentelte fel 1957. július 22-én. Két minaretje van.

## Külső hivatkozások
- Honlap (németül)